# Paróquia Nossa Senhora da Piedade (Leopoldina)
A Paróquia Nossa Senhora da Piedade é uma circunscrição eclesiástica católica brasileira sediada no município de Leopoldina, no interior do estado de Minas Gerais. Faz parte da Diocese de Leopoldina, na qual integra a Forania de Leopoldina.
Foi criada em 1 de dezembro de 1873 pela Lei n°. 2027, porém desde 1851 há assentos paroquiais registrados nesta igreja. Nessa época, a paróquia era subordinada à Arquidiocese do Rio de Janeiro, e em 16 de julho de 1897 foi transferida para a então Diocese de Mariana. Passou a pertencer à Diocese de Leopoldina a partir da criação desta, em 28 de março de 1942.